# Afinidades (revista)
Afinidades: revista de cultura luso-francesa, foi uma revista publicada trimestralmente em Faro entre Setembro de 1942 e Outubro / Novembro de 1946.
Esta revista, propriedade do Instituto Francês em Portugal, teve como director Francisco Fernandes Lopes.
Dentre os colaboradores da revista, pode-se citar Manuel da Fonseca.